# みどり台 (千歳市)
みどり台（みどりだい）は北海道千歳市の地名。地域を東西に貫流する長都川を境として、みどり台北とみどり台南に分かれる。

## 地理
JR北海道 千歳線以北の住宅街で、長都駅前の西隣に位置する。
地形は長都川やゴセン川（5線川）の浸食による起伏が見られるが、名称に反して「台」になっているわけではない。

## 歴史
もとは長都および上長都の一部であった。
2000年（平成12年）8月、「おさつ駅前みどり台地区」として土地区画整理事業の施行認可が下り、2001年（平成13年）8月に着工。2002年（平成14年）3月から分譲を開始した。
2013年（平成25年）2月9日、住居表示が実施された。

### 地名の由来
土地区画整理事業組合の名称から採られた。
住民へのアンケートでは「みどり台」を希望する意見が、全体の3/4という多数を占めていた。

## 施設
みどり台北
千歳市立みどり台小学校
みどり台南
みどり台公園

## 参考資料
- 『新千歳市史』 通史編 下巻、千歳市、2019年3月28日。